# 西摩 (密苏里州)
西摩（英語：Seymour）是一个美國城市，位於密苏里州韦伯斯特郡。 

## 地理
根据美国人口普查局，该城市的总面积為2.76平方英里（7.15平方）。

### 2010年人口普查
根據2010年的人口普查，當地人口為1921人，有746個家庭，其中510个家庭居住在城市。